# 布蘭賈克
布蘭賈克是土耳其的城鎮，由吉雷松省負責管轄，位於該國北部黑海沿岸，面積608平方公里，海拔高度111米，主要經濟活動有農業、漁業和旅遊業，2010年人口38,546。

## 外部連結
- （土耳其文） the district governorate
- photo gallery
- （土耳其文） the municipality （页面存档备份，存于）